# Seznam senatorjev 19. parlamenta Kraljevine Italije
Seznam senatorjev 19. parlamenta Kraljevine Italije je urejen po letu imenovanja.

## 1896
- Carlo Astengo
- Roberto Barracco
- Martino Beltrani Scalia
- Adeodato Bonasi
- Romualdo Bonfadini
- Francesco Buonamici
- Felice Napoleone Canevaro
- Antonio Cardarelli
- Antonino D'Antona
- Antonio D'Arco
- Ernesto De Angeli
- Scipione De Blasio
- Donato Di Marzo
- Edoardo Driquet
- Antonio Emo Capodilista
- Giovanni Faldella
- Galileo Ferraris
- Giacomo Malvano
- Antonio Mordini
- Baldassarre Odescalchi
- Paolo Orengo
- Clemente Pellegrini
- Leone Pelloux
- Luigi Gerolamo Pelloux
- Tullio Pinelli
- Emilio Ponzio Vaglia
- Fabrizio Ruffo Bagnara
- Emanuele Ruspoli
- Giacomo Sangalli
- Antonino Sangiorgi
- Piero Strozzi
- Diego Tajani
- Domenico Trigoni di Sant'Elia
- Giangiacomo Trivulzio
- Pietro Vacchelli